# Мария Бранкович
Мария Бранкович (сербохорв. Марија Бранковић; 1464 / 1466  — 27 августа 1495, Казале-Монферрато, Маркграфство Монферрато) — княжна из рода Бранковичей, дочь деспота Рашки Стефана III. Супруга маркграфа Бонифация III Палеолога; в замужестве — маркграфиня Монферрато.

## Биография
Родилась в 1464 или 1466 году. Она была дочерью сербского государя святого Стефана III Бранковича, деспота Рашского и святой Ангелины Араниты, албанской аристократки.
8 июля 1485 года в Инсбруке был заключен брак по доверенности между Марией Бранкович и Бонифачо III Палеологом, маркграфом Монферрато. После смерти мужа в 1494 году стала регентом при несовершеннолетнем сыне, вместе с родственником по линии матери, Константином Аранитом.
Мария Бранкович умерла 27 августа 1495 года в Казале-Монферрато.

## Семья
В семье Бонифачо III Палеолога и Марии Бранкович родились двое детей.
- Гульельмо IX Палеолог (1486—1518), маркиз Монферрато;
- Джованни Джорджо Палеолог (1488—1533), маркиз Монферрато.